# Collide (chanson)
Pour les articles homonymes, voir Collide (homonymie).
Singles de Leona Lewis & Avicii
Inaspettata (Unexpected)
(2010) Hurt
(2011)
Singles par Avicii
Fade into Darkness
(2011) Levels
(2011)
Collide est une chanson de Leona Lewis et du DJ suédois Avicii.

## Liste des pistes
- Téléchargement EP[2]

1. "Collide" (Radio Edit)
2. "Collide" (Extended Version)
3. "Collide" (Afrojack Remix)
4. "Collide" (Alex Gaudino & Jason Rooney Remix)
5. "Collide" (Cahill Remix)

- Versions Promo[3]

1. "Collide" (Extended Version Instrumental)
2. "Collide" (Extended Dub Mix)
3. "Collide" (Afrojack Festival Remix Instrumental)
4. "Collide" (Alex Gaudino & Jason Rooney Remix Radio Edit)
5. "Collide" (Alex Gaudino & Jason Rooney Remix Instrumental)
6. "Collide" (Cahill Remix Radio Edit)
7. "Collide" (Cahill Remix Radio Edit Instrumental)
8. "Collide" (Cahill Remix Instrumental)
9. "Collide" (Cahill Dub Mix)
10. "Collide" (Nay Ray Club Remix Radio Edit)
11. "Collide" (Nay Ray Club Remix)
12. "Collide" (Nay Ray Chill Out Remix)

## Classement
| Classement (2011)                           | Meilleure position |
| ------------------------------------------- | ------------------ |
| Autriche (Ö3 Austria Top 40)                | 29                 |
| Grèce (Airplay Chart)                       | 5                  |
| Irlande (IRMA)                              | 3                  |
| Japon (Billboard Hot 100)                   | 32                 |
| Europe (Billboard Hot 100)                  | 16                 |
| Écosse (OCC)                                | 4                  |
| Royaume-Uni (UK Singles Chart)              | 4                  |
| États-Unis (Billboard Hot Dance Club Songs) | 1                  |

## Radio et historique de sortie
| Pays        | Date              | Format                 | Label                       |
| ----------- | ----------------- | ---------------------- | --------------------------- |
| Royaume-Uni | 15 juillet 2011   | Radio premiere         | Syco Music (en), Sony Music |
| Australie   | 22 août 2011      | Mainstream radio       | Syco Music (en), Sony Music |
| Irlande     | 2 septembre 2011  | Téléchargement digital | Syco Music (en), Sony Music |
| Italie      | 2 septembre 2011  | Téléchargement digital | Syco Music (en), Sony Music |
| Suisse      | 2 septembre 2011  | Téléchargement digital | Syco Music (en), Sony Music |
| Autriche    | 2 septembre 2011  | Téléchargement digital | Syco Music (en), Sony Music |
| Suède       | 2 septembre 2011  | Téléchargement digital | Syco Music (en), Sony Music |
| Royaume-Uni | 4 septembre 2011  | Téléchargement digital | Syco Music (en), Sony Music |
| États-Unis  | 6 septembre 2011  | Téléchargement digital | J Records                   |
| Allemagne   | 16 septembre 2011 | Téléchargement digital | Syco Music, Sony Music      |